# Epidendrum bangii
Epidendrum bangii är en orkidéart som beskrevs av Robert Allen Rolfe. Epidendrum bangii ingår i släktet Epidendrum och familjen orkidéer. Inga underarter finns listade i Catalogue of Life.